# Octopus wolfi
Octopus wolfi is een soort in de taxonomische indeling van de inktvissen, een klasse dieren die tot de stam der weekdieren (Mollusca) behoort. Het gaat om een erg kleine soort. De inktvis komt enkel in zout water voor en is in staat om van kleur te veranderen. Hij beweegt zich voort door water in zijn mantel te pompen en het er via de sifon weer krachtig uit te persen. De inktvis is een carnivoor en zijn voedsel bestaat voornamelijk uit vis, krabben, kreeften en weekdieren die ze met de zuignappen op hun grijparmen vangen.
De soort is waargenomen in Frans-Polynesië maar komt waarschijnlijk voor in alle tropische wateren van de Indische en Grote Oceaan.
De inktvis komt uit het geslacht Octopus en behoort tot de familie Octopodidae. Octopus wolfi werd in 1913 beschreven door Wülker.